# Sävsjö HK
Le Sävsjö HK (ou Sävsjö handbollsklubb en suédois) est un club suédois de handball situé à Sävsjö.
La section féminine a notamment remporté 6 fois consécutivement le championnat de Suède de 1994 à 1999.

## Joueuses historiques
- Åsa Mogensen